# Boreotrophon elegantulus
Boreotrophon elegantulus är en snäckart som först beskrevs av Dall 1907.  Boreotrophon elegantulus ingår i släktet Boreotrophon och familjen purpursnäckor. Inga underarter finns listade i Catalogue of Life.